# Anthony Davidson
Anthony Denis Davidson (Hemel Hempstead, 18 aprile 1979) è un ex pilota automobilistico britannico, campione del mondo endurance nel 2014 con la Toyota.

## Carriera
Formula 1

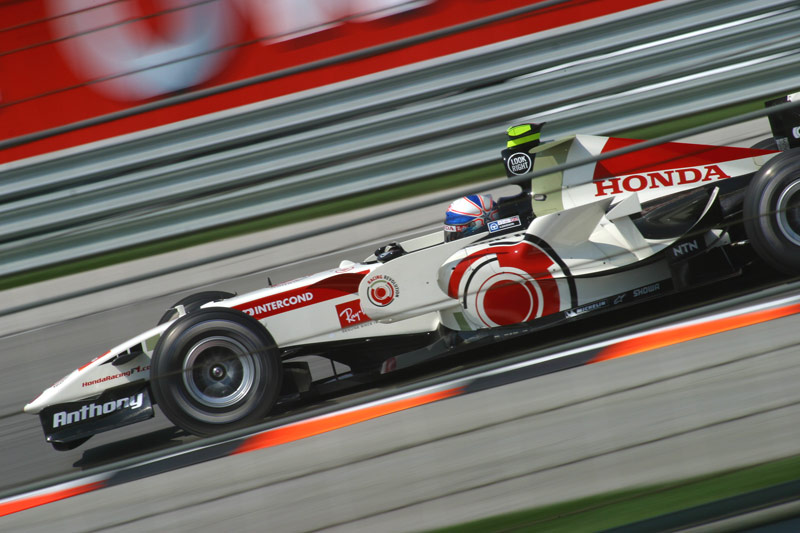
Davidson, terzo pilota Honda al Gran Premio degli Stati Uniti della stagione 2006

Dopo l'esordio in Formula Ford, nel 2001 arriva secondo nel campionato britannico di Formula 3 vincendo sei gare, in aggiunta al Gran Premio di Pau, gli Spa Masters, e la FIA F3 Coppa Europa. Nella stagione 2001 è collaudatore per la BAR mentre nel 2002 esordisce in Formula 1 con la Minardi sostituendo in due gran premi Alex Yoong. Non riuscendo a trovare un posto come pilota ufficiale, dal 2003 al 2005 è pilota di riserva e collaudatore della BAR, dimostrandosi molto veloce nelle libere; per questo motivo ha partecipato al Gran Premio della Malesia 2005 in sostituzione di Takuma Satō, febbricitante, dovendosi tuttavia ritirare. Nel campionato 2006 ha continuato come terzo pilota della Honda (che ha preso il posto della BAR) mostrandosi sempre veloce nei test. Nella stagione 2007 ottiene finalmente un volante fisso nella Super Aguri; durante la stagione non ha ottenuto punti iridati, data anche la scarsa competitività della vettura, pur essendo protagonista di buone prove. Nel 2008 comincia una nuova stagione sempre con la piccola scuderia giapponese, ma il team si ritira dopo il Gran Premio di Spagna, lasciando il pilota inglese senza un volante per il resto della stagione. Nel 2009 viene assunto come terzo pilota dal debuttante team Brawn (che curiosamente ha preso il posto della Honda con cui aveva collaborato in passato).
Endurance
Abbandonata la Formula 1, nel 2012 esordisce nel mondiale Endurance con il team Toyota Racing. Durante la 24 Ore di Le Mans è stato vittima di uno spettacolare incidente tra la sua Toyota e una Ferrari 458 Italia nel quale ha riportato la rottura di alcune vertebre; in quell'anno ottiene tre vittorie, alla 6 Ore di San Paolo (con il compagno Lapierre), alla 6 Ore del Fuji (con Nicolas Lapierre e Kazuki Nakajima) e alla 6 Ore del Bahrain (ancora con Nicolas Lapierre), ultima gara del campionato.
Nel 2013 partecipa a tutte le gare con la scuderia giapponese assieme a Sébastien Buemi e a Stéphane Sarrazin, con i quali ottiene una vittoria nell'ultima gara del campionato in Bahrain e un secondo posto alla 24 Ore di Le Mans; nello stesso anno è anche collaudatore della Mercedes in Formula 1.
Nel 2014 corre ancora con la Toyota assieme a Sébastien Buemi e a Nicolas Lapierre. Vincono le prime due gare a Silverstone e a Spa-Francorchamps, mentre alla 24 Ore di Le Mans sono solo terzi a sei giri dall'Audi vincitrice della corsa perché Lapierre è coinvolto in un incidente nelle prime fasi di gara. Alla 6 Ore di Austin partono in pole, ma per un errore di Lapierre sul bagnato arrivano terzi. Alla 6 Ore del Fuji Davidson e Buemi tornano a vincere davanti ai loro compagni di squadra precedendo Audi e Porsche, regalando così alla Toyota la seconda doppietta dell'anno dopo Silverstone e consolidandosi in testa al mondiale. Dopo la vittoria alla 6 Ore di Shanghai, due settimane dopo vincono il mondiale Endurance grazie al 10º posto ottenuto alla 6 Ore del Bahrain, mentre nell'ultima prova a Interlagos ottengono il secondo posto alle spalle della Porsche 919 n14 di Jani-Dumas-Lieb.
Nel 2015 Davidson, oltre a Buemi, viene affiancato da Nakajima. Il campionato non inizia nel migliore dei modi: a Silverstone sono terzi dietro l'Audi n7 e la Porsche n18, mentre a Spa (dove Nakajima non corre per un infortunio) va ancora peggio, infatti lui e Buemi sono appena ottavi.

## Risultati

### Risultati F1
| 2002 | Scuderia | Vettura |  |  |  |  |  |  |  |  |  |  |  |  |     |     |  |  |  |  |  | Punti | Pos. |
| ---- | -------- | ------- |  |  |  |  |  |  |  |  |  |  |  |  | --- | --- |  |  |  |  |  | ----- | ---- |
| 2002 | Minardi  | PS02    |  |  |  |  |  |  |  |  |  |  |  |  | Rit | Rit |  |  |  |  |  | 0     |      |

| 2004 | Scuderia | Vettura |    |    |    |    |    |    |    |    |    |    |    |    |    |    |    |    |    |    |  | Punti | Pos. |
| ---- | -------- | ------- | -- | -- | -- | -- | -- | -- | -- | -- | -- | -- | -- | -- | -- | -- | -- | -- | -- | -- |  | ----- | ---- |
| 2004 | BAR      | 006     | TP | TP | TP | TP | TP | TP | TP | TP | TP | TP | TP | TP | TP | TP | TP | TP | TP | TP |  | –     |      |

| 2005 | Scuderia | Vettura |  |     |  |  |  |  |  |  |  |  |  |  |  |  |  |  |  |  |  | Punti | Pos. |
| ---- | -------- | ------- |  | --- |  |  |  |  |  |  |  |  |  |  |  |  |  |  |  |  |  | ----- | ---- |
| 2005 | BAR      | 007     |  | Rit |  |  |  |  |  |  |  |  |  |  |  |  |  |  |  |  |  | 0     |      |

| 2006 | Scuderia | Vettura |    |    |    |    |    |    |    |    |    |    |    |    |    |    |    |    |    |    |  | Punti | Pos. |
| ---- | -------- | ------- | -- | -- | -- | -- | -- | -- | -- | -- | -- | -- | -- | -- | -- | -- | -- | -- | -- | -- |  | ----- | ---- |
| 2006 | Honda    | RA106   | TP | TP | TP | TP | TP | TP | TP | TP | TP | TP | TP | TP | TP | TP | TP | TP | TP | TP |  | –     |      |

| 2007 | Scuderia    | Vettura |    |    |    |    |    |    |    |     |     |    |     |    |    |    |     |     |    |  |  | Punti | Pos. |
| ---- | ----------- | ------- | -- | -- | -- | -- | -- | -- | -- | --- | --- | -- | --- | -- | -- | -- | --- | --- | -- |  |  | ----- | ---- |
| 2007 | Super Aguri | SA07    | 16 | 16 | 16 | 11 | 18 | 11 | 11 | Rit | Rit | 12 | Rit | 14 | 14 | 16 | Rit | Rit | 14 |  |  | 0     | 23º  |

| 2008 | Scuderia    | Vettura |     |    |    |     |  |  |  |  |  |  |  |  |  |  |  |  |  |  |  | Punti | Pos. |
| ---- | ----------- | ------- | --- | -- | -- | --- |  |  |  |  |  |  |  |  |  |  |  |  |  |  |  | ----- | ---- |
| 2008 | Super Aguri | SA08A   | Rit | 15 | 16 | Rit |  |  |  |  |  |  |  |  |  |  |  |  |  |  |  | 0     | 22º  |

| Legenda | 1º posto     | 2º posto | 3º posto    | A punti         | Senza punti/Non class.  | Grassetto – Pole position Corsivo – Giro più veloce |
| Legenda | Squalificato | Ritirato | Non partito | Non qualificato | Solo prove/Terzo pilota | Grassetto – Pole position Corsivo – Giro più veloce |

### Campionato del mondo endurance
| Anno    | Squadra             | Classe | Vettura             | SEB | SPA | LMS | SIL | SÃO | BHR | FUJ | SHA |     | Punti  | Pos. |
| ------- | ------------------- | ------ | ------------------- | --- | --- | --- | --- | --- | --- | --- | --- | --- | ------ | ---- |
| 2012    | Toyota Racing       | LMP1   | Toyota TS030 Hybrid |     |     | Rit |     |     |     |     |     |     | 0      | NC   |
| Anno    | Squadra             | Classe | Vettura             | SIL | SPA | LMS | SÃO | COA | FUJ | SHA | BHR |     | Punti  | Pos. |
| 2013    | Toyota Racing       | LMP1   | Toyota TS030 Hybrid | 3   | 4   | 2   | Rit | 2   | 15  | Rit | 1   |     | 106,25 | 3º   |
| Anno    | Squadra             | Classe | Vettura             | SIL | SPA | LMS | COA | FUJ | SHA | BHR | SÃO |     | Punti  | Pos. |
| 2014    | Toyota Racing       | LMP1-H | Toyota TS040 Hybrid | 1   | 1   | 3   | 3   | 1   | 1   | 10  | 2   |     | 166    | 1º   |
| Anno    | Squadra             | Classe | Vettura             | SIL | SPA | LMS | NÜR | COA | FUJ | SHA | BHR |     | Punti  | Pos. |
| 2015    | Toyota Racing       | LMP1   | Toyota TS040 Hybrid | 3   | 8   | 8   | 5   | 4   | 5   | 6   | 4   |     | 79     | 5º   |
| Anno    | Squadra             | Classe | Vettura             | SIL | SPA | LMS | NÜR | MEX | COA | FUJ | SHA | BHR | Punti  | Pos. |
| 2016    | Toyota Gazoo Racing | LMP1   | Toyota TS050 Hybrid | 16  | 27  | NC  | 5   | WC  | 5   | 4   | 3   | 4   | 60     | 8º   |
| Anno    | Squadra             | Classe | Vettura             | SIL | SPA | LMS | NÜR | MEX | COA | FUJ | SHA | BHR | Punti  | Pos. |
| 2017    | Toyota Gazoo Racing | LMP1   | Toyota TS050 Hybrid | 1   | 1   | 6   | 4   | 3   | 3   | 1   | 1   | 1   | 183    | 2º   |
| Anno    | Squadra             | Classe | Vettura             | SPA | LMS | SIL | FUJ | SHA | SEB | SPA | LMS |     | Punti  | Pos. |
| 2018-19 | DragonSpeed         | LMP2   | Oreca 07-Gibson     |     |     | 4   | 6   | 2   | 3   | 1   | Rit |     | 83     | 5º   |
| Anno    | Squadra             | Classe | Vettura             | SIL | FUJ | SHA | BHR | COA | SPA | LMS | BHR |     | Punti  | Pos. |
| 2019-20 | Jota Sport          | LMP2   | Oreca 07-Gibson     |     | SQ  | 1   | 2   | 3   | 4   | 2   | 2   |     | 142    | 4º   |
| Anno    | Squadra             | Classe | Vettura             | SPA | ALG | MON | LMS | BHR | BHR |     |     |     | Punti  | Pos. |
| 2021    | Jota Sport          | LMP2   | Oreca 07-Gibson     | 2   | 1   | Rit | 4   | 3   | 2   |     |     |     | 123    | 3º   |

### Risultati 24 Ore di Le Mans
| Anno | Team                   | Co-Pilota                               | Auto                      | Classe | Giri | Pos. | Class Pos. |
| ---- | ---------------------- | --------------------------------------- | ------------------------- | ------ | ---- | ---- | ---------- |
| 2003 | Veloqx Prodrive Racing | Kelvin Burt Darren Turner               | Ferrari 550-GTS Maranello | GTS    | 176  | DNF  | DNF        |
| 2009 | Aston Martin Racing    | Darren Turner Jos Verstappen            | Lola-Aston Martin B09/60  | LMP1   | 342  | 13°  | 11°        |
| 2010 | Team Peugeot Total     | Alexander Wurz Marc Gené                | Peugeot 908 HDi FAP       | LMP1   | 360  | DNF  | DNF        |
| 2011 | Peugeot Sport Total    | Alexander Wurz Marc Gené                | Peugeot 908               | LMP1   | 351  | 4°   | 4°         |
| 2012 | Toyota Racing          | Sébastien Buemi Stéphane Sarrazin       | Toyota TS030 Hybrid       | LMP1   | 82   | DNF  | DNF        |
| 2013 | Toyota Racing          | Sébastien Buemi Stéphane Sarrazin       | Toyota TS030 Hybrid       | LMP1   | 347  | 2n°  | 2°         |
| 2014 | Toyota Racing          | Sébastien Buemi Nicolas Lapierre        | Toyota TS040 Hybrid       | LMP1-H | 374  | 3°   | 3°         |
| 2015 | Toyota Racing          | Sébastien Buemi Kazuki Nakajima         | Toyota TS040 Hybrid       | LMP1   | 386  | 8°   | 8°         |
| 2016 | Toyota Gazoo Racing    | Sébastien Buemi Kazuki Nakajima         | Toyota TS050 Hybrid       | LMP1   | 384  | NC   | NC         |
| 2017 | Toyota Gazoo Racing    | Sébastien Buemi Kazuki Nakajima         | Toyota TS050 Hybrid       | LMP1   | 358  | 8°   | 2°         |
| 2019 | DragonSpeed            | Roberto González Pastor Maldonado       | Oreca 07-Gibson           | LMP2   | 245  | DNF  | DNF        |
| 2020 | Jota Sport             | Roberto González António Félix da Costa | Oreca 07-Gibson           | LMP2   | 370  | 6°   | 2°         |
| 2021 | Jota                   | Roberto González António Félix da Costa | Oreca 07-Gibson           | LMP2   | 358  | 13°  | 8°         |